# Cynotherium sardous
Il cinoterio sardo (Cynotherium sardous Studiati, 1857), detto anche cuon sardo, è stato un canide lupino insulare endemico, che è vissuto nelle isole di Sardegna e Corsica durante il Pleistocene.
Il cinoterio raggiunse il blocco sardo-corso durante una fase di regressione marina, in concomitanza di una fase glaciale. L'isolamento degli antenati del Cynotherium fece sì che la specie si evolvesse, favorendo gli individui capaci di nutrirsi anche con piccole prede, quali mammiferi e uccelli, e di carogne di animali più grossi.
Per tale motivo, la sua taglia si ridusse a quella di una volpe. Oltre alla taglia ridotta, il cinoterio sardo dimostrò ulteriori mutazioni per via della dieta composta da prede piccole e veloci, sviluppando muscoli robustissimi sul collo e arti anteriori capaci di movimenti fulminei.
Sembra che l'antenato del Cynotherium fosse lo Xenocyon. Esso viene talvolta considerato un discendente di una popolazione degli ultimi Canis arnensis (o Canis mosbachensis).
Il declino di questa specie ebbe inizio quando gli esseri umani incominciarono a insediarsi sulle due isole.

## Tassonomia

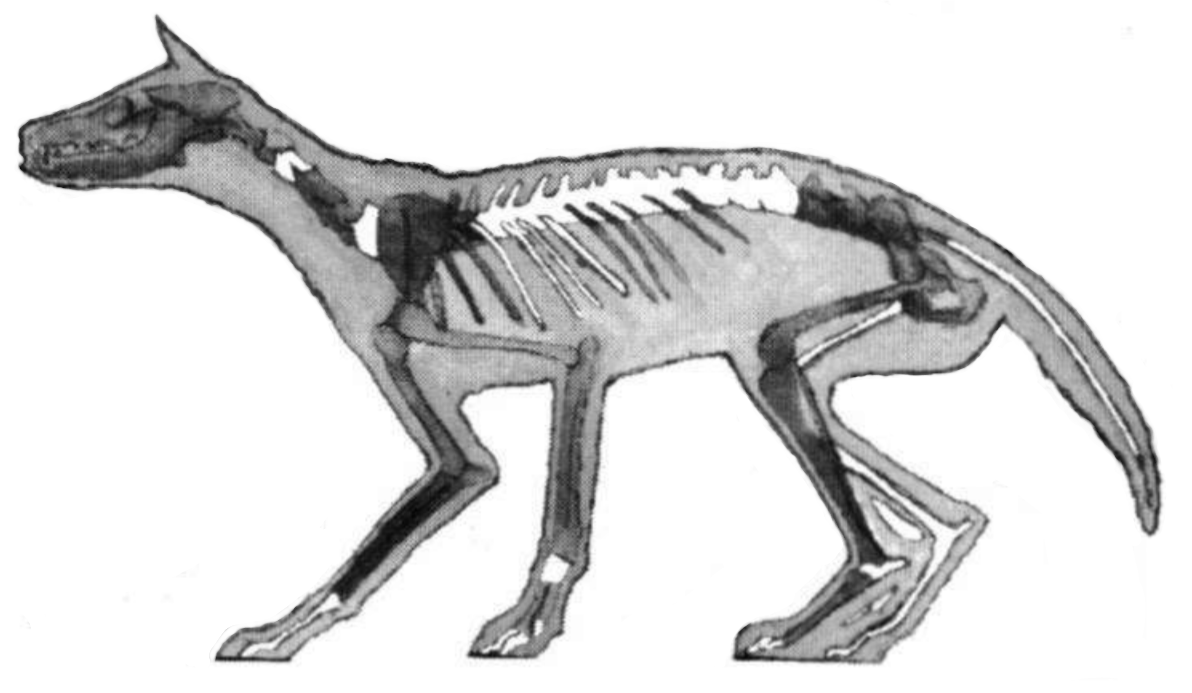
Scheletro di Cynotherium sardous

La posizione tassonomica del cinoterio è stata a lungo dibattuta, data la sua morfologia anomala.
Nel 1990 fu proposta come antenato una forma di nittereute, in base alle proporzioni craniche simili, ma si concluse in seguito che tali similitudini fossero solo superficiali. Al cranio del cinoterio, infatti, mancano le proiezioni ben sviluppate dei nittereuti, mentre la dentatura dimostra una maggior propensione verso una dieta ipercarnivora, in contrasto a quella onnivora dei nittereuti.
Anche un possibile collegamento con il genere Eucyon, proposto basandosi sulle proporzioni corporee simili, fu smentito: è infatti più probabile che la taglia ridotta e la relativa brevità degli arti anteriori del cinoterio siano il risultato del nanismo insulare.
La maggior parte degli esperti sostiene che il cinoterio sia strettamente imparentato con i canidi lupini, in base a somiglianze nella dentatura e all'anatomia cerebrale esterna.

### Evoluzione
È stato notato che il cinoterio rappresenta un paradosso, disponendo di una dentatura ipercarnivora come nei cuon e nei licaoni, anche se a differenza di questi non possiede però un cranio corrispondentemente robusto.
Data l'improbabilità che un canide ipocarnivoro sviluppi una dentizione ipercarnivora senza il contemporaneo irrobustimento del cranio per meglio immobilizzare grandi prede, si è ritenuto che la dentatura fosse un tratto ancestrale, e che il cranio si fosse alleggerito come conseguenza del nanismo insulare.
Secondo le attuali conoscenze, gli unici canini con dentizioni ipercarnivore sono gli estinti xenocioni e gli odierni cuon e licaoni. Siccome al cuon manca il terzo molare inferiore, che è presente nel cinoterio, è stato presupposto che il suo antenato più probabile sia o lo xenocione o una specie di licaone.
Uno studio svolto nel 2006 concluse che il cinoterio fosse un discendente dello xenocione, dal momento che quest'ultimo era indigeno dell'Europa continentale e, contrariamente al licaone, ma in comune col cinoterio, gli mancavano le cuspidi anteriori sul terzo e quarto premolare inferiore.
Fu teorizzato che lo xenocione, specificamente Xenocyon lycanoides, abbia colonizzato Corsica e Sardegna nel Pleistocene inferiore-medio. Questo è coerente con i reperti faunali della Sardegna, in cui il cinoterio appare durante il Pleistocene medio-superiore.
Nel 2015, furono scoperti nella Grotta dei Fiori a Carbonia, i resti di una specie battezzata Cynotherium malatestai, risalente al Pleistocene medio inferiore. Cynotherium malatestai rappresenta una forma transizionale tra lo xenocione e il cinoterio sardo, essendo più grande di quest'ultimo e disponendo di una mandibola più robusta.

## Descrizione

### Cranio e dentatura

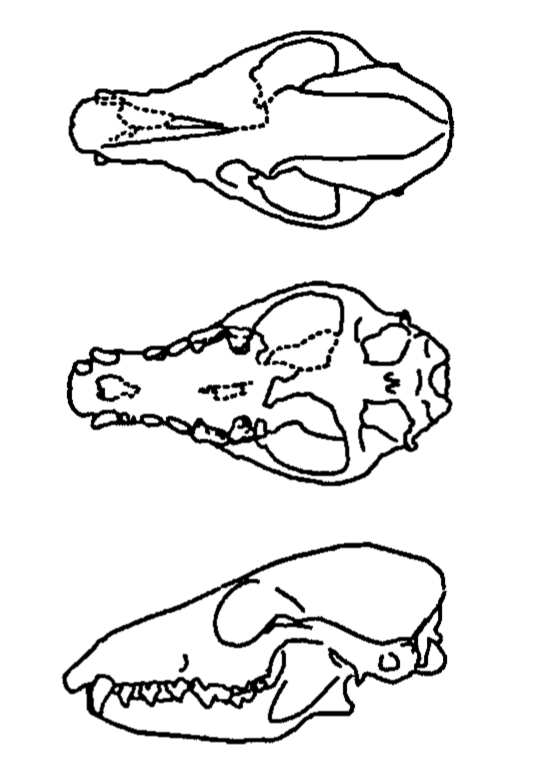
Illustrazione del cranio

Il cinoterio è stato descritto come un canide con un cranio simile a quello degli sciacalli, ma con una dentatura da cuon.
I denti del cinoterio dimostrano somiglianze con quelli dello xenocione, in quanto possiedono una dentatura iugale caratterizzata da una superficie tagliente ingrandita e una superficie stritolante ridotta, tratti che lo accomunano con canini moderni dalla dieta ipercarnivora.
Il cranio però è caratterizzato da una cresta sagittale bassa, archi zigomatici deboli e una mandibola snella. Ciò indica che i suoi muscoli masticatori non potevano generare la pressione necessaria per immobilizzare grandi prede. È quindi probabile che la sua dieta in Sardegna fosse limitata a prede di taglia piccola come gli uccelli e i pica mediterranei.
Un'analisi sull'assetto dei prismi di smalto sui premolari e molari ha rafforzato l'ipotesi della dieta ipercarnivora, ma con ulteriori indicazioni di un'occasionale aggiunta di materiale osseo nell'alimentazione. Questo tratto però è probabilmente un caso di plesiomorfia e gli analizzatori hanno concluso che il cinoterio, al massimo, potesse abbattere esemplari giovani di megalocero.

### Scheletro post-cranico

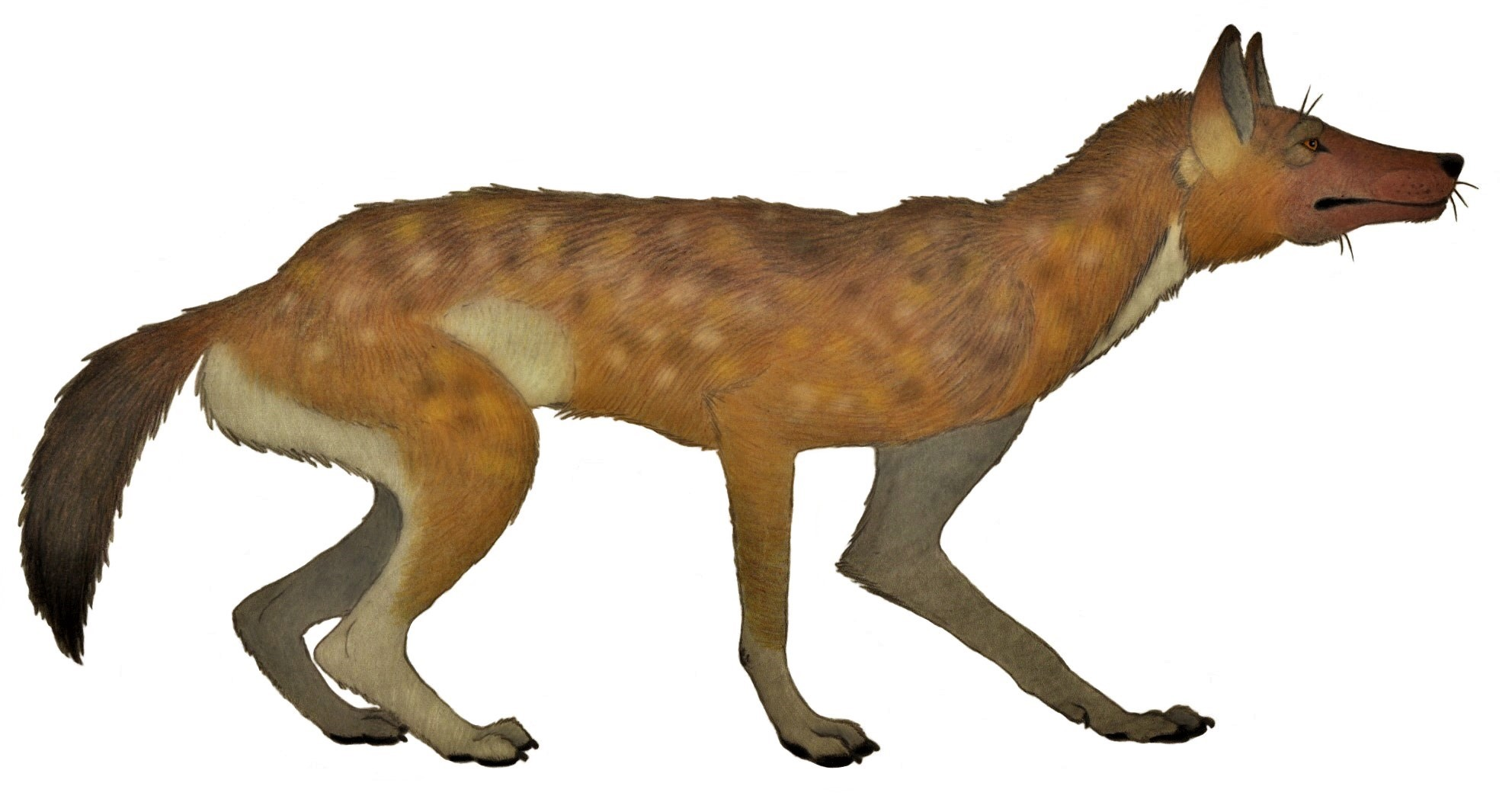
Ricostruzione artistica

Le vertebre cervicali del cinoterio dimostrano zone di attaccatura muscolare larghe e profonde correlate con una superiore flessibilità del collo, includendo la rotazione, l'estensione e flessione dell'articolazione atlo-occipitale, e l'alzare e abbassare della testa.
Gli arti anteriori dimostrano zone di attaccatura muscolare ben sviluppate per i tricipiti sulla scapola, l'omero e l'ulna. Questo indica che i tricipiti erano i più sviluppati di qualsiasi altro canide. L'articolazione del gomito era inoltre capace di una flessione superiore a quella rinvenuta per Canis, Cuon e Vulpes.
Si teorizza che tali tratti indichino un comportamento di caccia caratterizzata dall'imboscata, con il corpo, il collo e la testa tenuti bassi, come fanno le volpi e i caberù. I flessori robusti della spalla indicano un'elevata capacità di balzare di scatto sopra una preda e la forza dei muscoli cervicali puntano a movimenti rapidi del collo, necessari per catturare prede veloci che corrono con movimenti zigzaganti.

### Taglia
Si stima, per via delle misure della circonferenza della parte media del femore, che il cinoterio fosse stato un canide di taglia media, pesante 10 kg, quindi paragonabile a uno sciacallo. È stato proposto che avesse un'altezza al garrese di 44 cm.

## Analisi genetiche
Nel 2021 uno studio pubblicato sulla rivista scientifica Current Biology ha analizzato per la prima volta il genoma completo di un individuo di cinoterio proveniente da Grotta Corbeddu in Sardegna e conservato presso il Museo archeologico nazionale di Nuoro. Il campione, datato con il radiocarbonio a circa 21.100 anni fa, ha rivelato trattarsi di una specie di canide distinta e separata rispetto a tutte le specie presenti in Eurasia, Africa e Nord America tuttora caratterizzate geneticamente. Inoltre l'analisi filogenetica del DNA mitocondriale ha dimostrato che il cinoterio fa parte del clade del cuon alpino asiatico (Cuon alpinus) del cuon europeo (Cuon alpinus europaeus), confermando la vicinanza al genere Cuon ma divergendo da questo prima della diversificazione tra la popolazione antica europea e quella moderna asiatica. La filogenesi del genoma nucleare invece piazza il campione some specie sorella e basale al genere Canis ma con almeno il 60% del genoma affine al Cuon.
Le analisi molecolari hanno inoltre permesso di stimare la separazione dal cuon asiatico a circa 885 000 anni fa, con il flusso genico tra le due specie terminato circa 500 000-300 000 anni fa a causa dell'isolamento geografico. 
Probabilmente a causa di questo lungo isolamento il cuon sardo analizzato in questo studio presenta una bassa diversità genetica  indicando la presenza nell'isola di una popolazione di piccole dimensioni ma stabile per un lungo periodo di tempo prima dell'estinzione.